# Wijde Noorderhorne
De Wijde Noorderhorne is een straat in binnenstad van de stad Sneek, gelegen op de voormalige Hemdijk.
De straat dankt haar naam aan de bijna haakse bocht (horn = bocht in dijk) die de Hemdijk hier maakte.
Aan de Wijde Noorderhorne is het rijksmonument Wijde Noorderhorne 1 gevestigd. Anno 2011 bevindt de Bibliotheek Sneek zich in dit pand. Ten tijde van de Nederlandsche Tramweg Maatschappij bevond zich op dit punt het draaipunt van de wagons. Café De Draai, aan de westzijde van de straat, dankt hieraan haar naam. Op de kop van de straat staat, op de plaats van de voormalige stins Hanenburg, later Hotel Hanenburg.
Tijdens de Sneekweek draagt de straat zes dagen lang de naam Sneekweekplein. Radiostations RadioNL en Waterstad FM houden op de straat dan grote muziekfestivals, deze trekken doorgaans vele duizenden mensen.
Op de afbuiging van de straat gaat deze verder als Nauwe Noorderhorne.